# Kalkofen Timmerberg

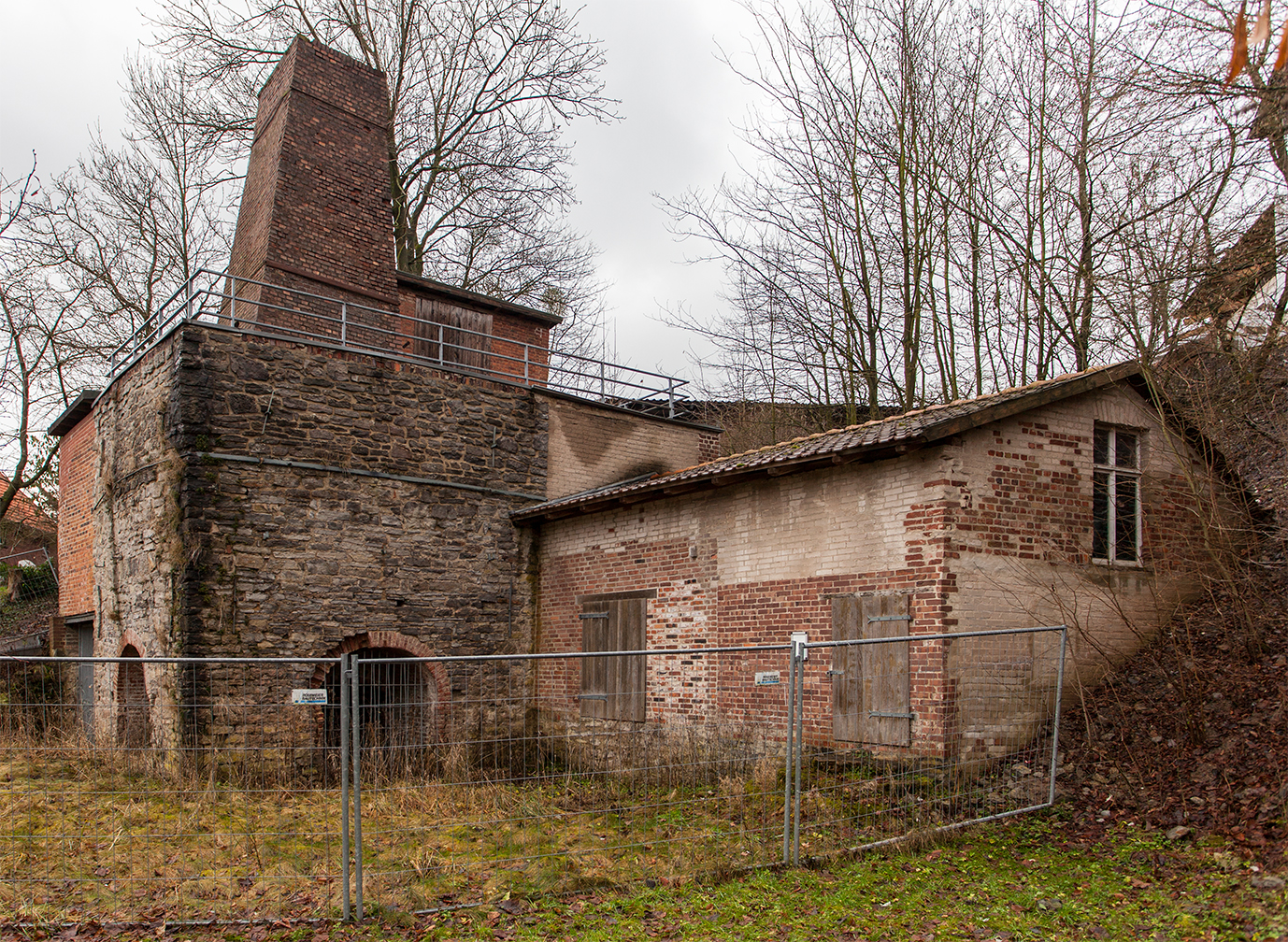
Kalkofen Timmerberg (2012)

Der Kalkofen Timmerberg war ein Kalkofen in Nammen, einem heutigen Ortsteil von Porta Westfalica im Kreis Minden-Lübbecke. Er war bis in die Mitte der 1960er Jahre in Betrieb. Sein Bau wurde 1894 beantragt und gegen den Widerspruch mehrerer Bürger vom Kreisausschuss Minden genehmigt. Der Kalkofen wurde später um ein Kalklager, eine Garage und ein Anbau für einen Dieselmotor erweitert. Der Kalkofen wurde aus Bruchkalkstein gebaut, die späteren Anbauten aus Ziegelmauerwerk.
Ende 2013 wurde der Kalkofen abgerissen, da seine Innenstruktur durchgerostet war und kein Geld mehr zur Restaurierung vorhanden war.